# L'Estival (marque fromagère)
L’Estival est une marque commerciale française attachée à un fromage laitier. Transformé à partir d'un mélange de laits provenant de fermes situées en Isère et Savoie, ce fromage au lait cru est à pâte pressée cuite.  C'est la coopérative laitière Ici en Chartreuse, coopérative agricole localisée dans la commune d’Entremont-le-Vieux au lieu-dit Le Pellet, qui se charge de cette transformation.

## Origine et concours
Initialement transformé à partir des laits d’été provenant des alpages chartrousins, sa fabrication s’étale maintenant tout au long de l’année. Il est transformé et distribué par les 25 employés de la coopérative. Les laits mis en œuvre proviennent de 35 exploitations agricoles se situant dans une partie du massif de la Chartreuse s'étendant entre les villes de Grenoble, Chambéry et Voiron. Il est disponible à la coupe dans certaines grandes surfaces et point de vents collectifs agricoles du pays chartrousin et de ses alentours.
Ce fromage a remporté la médaille d’argent au concours international de Lyon au sein de la première édition de la catégorie « fromage et produit laitier ».

## Présentation
Le fromage entier est une meule d’un diamètre de 55 cm et sa hauteur varie entre 13 et 17 cm. En Chartreuse, c’est un fromage très présent; ces consommateurs étant multiples : touristes, autochtones et restaurateurs.

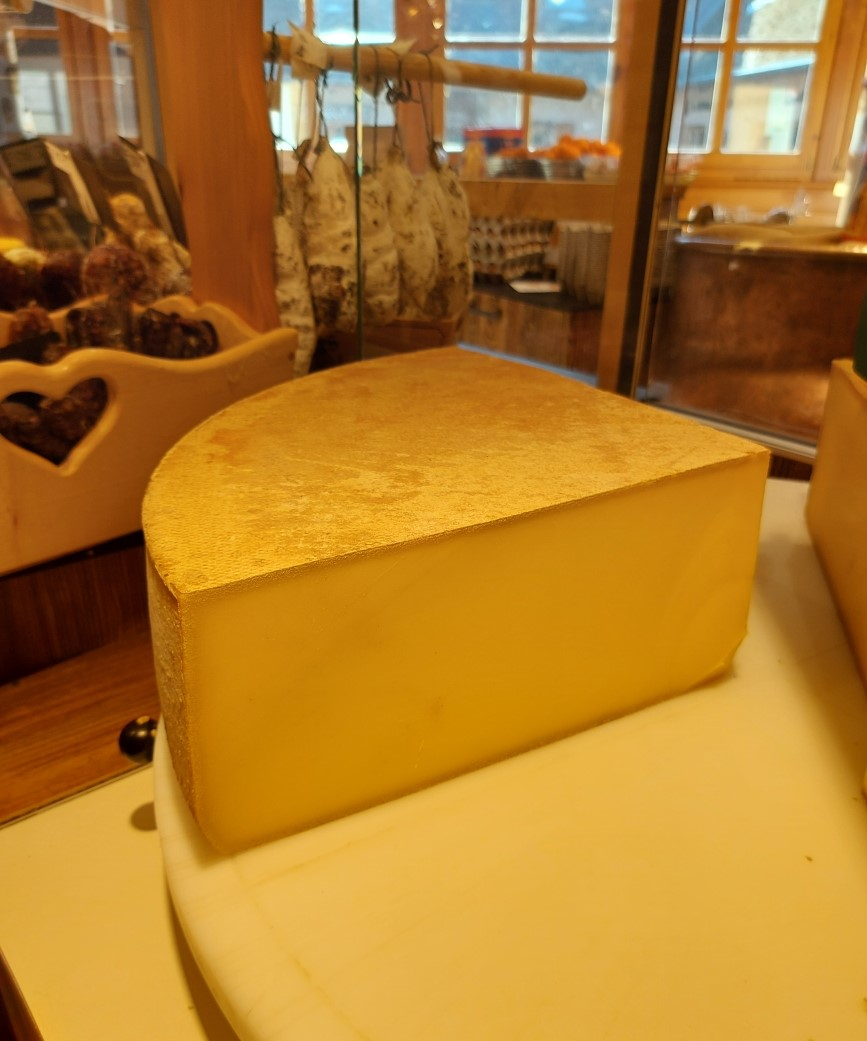
Coupe du fromage de marque L'Estival

## Type de fromage
C’est un fromage à pâte ferme et fondante, sa croute est brossée pour limiter la prolifération de cirons. Ceci donne une croûte marron clair.
La couleur de sa pâte est jaune or. 
L’affinage dure au moins six mois et peut s'étaler sur plus de huit mois. Il demande une attention particulière les premières semaines puis moins par la suite. Deux à trois retournements par semaine permet d'obtenir la croûte désiréeen permettant à la surface en contact avec la planche de sécher uniformément.